# Александров, Елисей Тихонович
Елисей Тихонович Александров (1890—1965) — советский якутский врач. Отличник здравоохранения СССР, заслуженный врач Якутской АССР и РСФСР.

## Биография
Елисей Тихонович Александров родился в апреле 1890 года в крестьянской семье Амгинского наслега Восточно-Кангаласского улуса Якутской области. Учился в Якутском двухклассном училище, в Якутском городском училище, в Томском реальном училище.
В 1917 году поступил на медицинский факультет Томского государственного университета, однако сразу закончить его не смог. С января по июнь 1920 года работал фельдшером эвакоприёмника в Тюмени, после чего переехал в Якутск, где до июня 1921 года исполнял обязанности врача в Якутском губернском отделе здравоохранения. В 1921 году возобновил учёбу в Томском университете и 6 октября 1925 года сдал экзамены и получил звание врача с правом самостоятельной врачебной деятельности.
По окончании вуза некоторое время работал заведующим Петровским приёмным покоем Ялуторовского района Тюменского округа, после чего вернулся в Якутию, где заведовал Намской и Амгинской районными больницами, работал участковым врачом в больнице Булунского района, заведующим Якутским медицинским техникумом, инспектором по соц. болезням Наркомздрава ЯАССР, заведующим терапевтическим отделением Республиканской больницы.
В годы Великой Отечественной войны Елисей Тихонович занимал должность главного врача поликлиники Министерства здравоохранения Якутской АССР. Совмещая производственную деятельность с общественной, оказывал материальную помощь фронту, участвовал в работе военных комиссий.
Из-за тяжёлой болезни глаз был вынужден переехать в 1946 году в Красноярск, где проходя лечение, параллельно трудился врачом-терапевтом городской поликлиники. Пройдя курс лечения, в 1947 году вернулся в Якутию, работал ординатором в поликлинике Минздрава Якутской АССР. В августе 1948 года по ходатайству руководства и трудящихся Амгинского района был назначен главврачом местной районной больницы. С 1950 года он врач-ординатор, а позднее главный врач городской больницы Минздрава Якутской АССР; с 1953 года — заведующий приёмным отделением Якутской республиканской больницы.
Умер в Якутске в 1965 году.

## Награды и звания
За более чем 30 лет врачебной деятельности Елисей Тихонович Александров внёс большой вклад в развитие системы охраны здоровья населения Якутии. За заслуги в деле народного здравоохранения награжден двумя орденами Трудового Красного Знамени, медалью «За доблестный труд в Великой Отечественной войне 1941—1945 гг.» Ему присвоены почётные звания заслуженного врача Якутской АССР и РСФСР.